# Пабло (Монтана)
Пабло (англ. Pablo) — переписна місцевість (CDP) в США, в окрузі Лейк штату Монтана. Населення — 2138 осіб (2020).

## Географія
Пабло розташоване за координатами 47°36′15″ пн. ш. 114°6′20″ зх. д. / 47.60417° пн. ш. 114.10556° зх. д. (47.604269, -114.105684).  За даними Бюро перепису населення США в 2010 році переписна місцевість мала площу 12,56 км², з яких 12,55 км² — суходіл та 0,00 км² — водойми.

## Демографія
Згідно з переписом 2010 року, у переписній місцевості мешкали 2254 особи в 747 домогосподарствах у складі 522 родин. Густота населення становила 179 осіб/км².  Було 821 помешкання (65/км²).
Расовий склад населення:
| - 57,1 % — корінних американців - 34,1 % — білих - 0,5 % — чорних або афроамериканців - 0,2 % — азіатів |

До двох чи більше рас належало 7,5 %. Частка іспаномовних становила 4,3 % від усіх жителів.
За віковим діапазоном населення розподілялося таким чином: 33,0 % — особи молодші 18 років, 59,5 % — особи у віці 18—64 років, 7,5 % — особи у віці 65 років та старші. Медіана віку мешканця становила 26,9 року. На 100 осіб жіночої статі у переписній місцевості припадало 100,4 чоловіків;  на 100 жінок у віці від 18 років та старших — 98,4 чоловіків також старших 18 років.
Середній дохід на одне домашнє господарство  становив 30 468 доларів США (медіана — 21 146), а середній дохід на одну сім'ю — 32 877 доларів (медіана — 21 618). Медіана доходів становила 29 444 долари для чоловіків та 20 089 доларів для жінок. За межею бідності перебувало 48,7 % осіб, у тому числі 53,9 % дітей у віці до 18 років та 32,1 % осіб у віці 65 років та старших.
Цивільне працевлаштоване населення становило 744 особи. Основні галузі зайнятості: освіта, охорона здоров'я та соціальна допомога — 24,1 %, публічна адміністрація — 16,5 %, роздрібна торгівля — 15,1 %.